# شتورنشتاین
شتورنشتاین (به آلمانی: Störnstein) یک شهر در آلمان است که در نویشتادت ان در والدناب واقع شده‌است. شتورنشتاین ۱٬۵۰۱ نفر جمعیت دارد.